# Carl Joseph Luther
Pour les articles homonymes, voir Luther.
Carl Joseph Luther, né le 11 novembre 1882 à Euskirchen ou Gießen et mort le 6 juin 1968 à Munich, est un journaliste sportif et un pionnier du ski allemand. 

## Biographie
Carl Joseph Luther est le fils de Joseph Luther (né en 1849) et de Maria Anna Dengler.
Carl Joseph Luther fait ses études au lycée privée d'Einsiedeln en Suisse puis à l'Université de Fribourg où il étudie l'histoire de l'art et le journalisme,. Durant ses études, il réalise un stage dans un bureau de construction de Mannheim où il acquit des connaissances en construction et en statique ce qui lui sera utile dans la construction de tremplins de saut à ski.
En 1905, son médecin lui prescrit « l'air des montagnes » comme remède à son mauvais état de santé. Il part à Rigi où il rencontre les Norvégiens Leif Berg et Thorleif Björnstad qui forment les Suisses au ski. Il apprend à skier, faire du saut à ski et il devient un skieur aguerri. En plus, il écrit des articles sur le ski pour Der Bund et pour le Deutsche Alpenzeitung (périodique du Club alpin allemand). Quelques mois plus tard, il fonde le journal Der Winter qui devient rapidement un journal de référence sur les sports d'hiver. Avec Alfred Heurich, il contribue au développement du Kayak démontable.
Il remporte quelques succès sportifs en ski notamment le concours de saut à ski du Championnat d'Allemagne de ski (de) en 1908, ainsi qu'une coupe au Festival de ski d'Holmenkollen en 1913 et 1914.
La fédération allemande de ski, fondée à Munich en 1905, a fait de Carl Joseph Luther son premier moniteur. Dès 1908, il entame une activité de conférencier qui l'emmène dans de nombreux pays européens et plus tard au Japon. Il publie un livre « Schule des Schneelaufs », publié pour la première fois en 1911. 
Carl Joseph Luther épousa Agnès Volger en 1914. Pendant la Première guerre mondiale, il forme les troupes allemandes au ski. Après la guerre, il travaille comme moniteur de ski et constructeur de sauts à ski. Il participe à la construction des tremplins de Ernstthal am Rennsteig (en), Szklarska Poręba, Baiersbronn, Berchtesgaden, Oberstdorf, Marienbad, Munich, Icking et Garmisch-Partenkirchen.

## Publications
Carl Joseph Luther a écrit plus de 50 livres, de nombreux articles et il a correspondu avec des pionniers du ski européens. L'ensemble de ses archives est conservé par le musée du ski de la fédération allemande de ski.